# 藤原芳秀
藤原 芳秀（ふじわら よしひで、男性、1966年6月13日 - ）は、日本の漫画家。鳥取県八頭郡河原町（現・鳥取市河原町）出身（本籍地は八頭郡船岡町〈現・八頭町〉）。
河原第一小学校→河原中学校→鳥取県立鳥取西工業高等学校（現・鳥取県立鳥取湖稜高等学校）卒業。
1984年、高校在学中に『魔利巣（マリス）』で小学館新人コミック大賞に入選。卒業後、池上遼一・本宮ひろ志のアシスタントを経て、1986年に『私立終点高校』でデビューする。
代表作に『拳児』、『ジーザス』、『コンデ・コマ』、『闇のイージス』など。師匠譲りの劇画調タッチが特色である。
2019年7月から、ふじわら・よしひでの名義でさいとう・プロダクションに制作スタッフとして所属している。「作画チーフ」という肩書であるが、さいとう・たかをが2021年に死去して以後は、メインキャラであるゴルゴ13や以前から登場しているキャラクター以外の各回ゲストは自身の筆致で描くなど、「実質的な作者」として活動している。同じくさいとうプロ所属の藤原輝美は、芳秀の双子の兄である。
さいとうプロに所属した当初は並行して、『サンデーうぇぶり』にて以前から配信していた自作『拳児2』を継続していたが、病床にあった最晩年のさいとうにより作画チーフに指名されるなど、さいとうプロでの仕事が増大したためか、『拳児2』は2020年9月16日を最後に更新が止まっており、また藤原の単独名義では他作品の発表も行われていない。 

## 作品リスト
- 私立終点高校（原作・きむらはじめ、週刊少年サンデー増刊号、小学館、1986年 - 1987年）
- 拳児（原作・松田隆智、『週刊少年サンデー』1988年2・3号 - 1992年5号、小学館）
  - 拳児2 （原案・松田隆智、シナリオ協力・佐藤俊章、サンデーうぇぶり、2018年 - 休載中）
- ジーザス（原作・七月鏡一、『週刊少年サンデー』1992年43号 - 1995年20号、小学館）
  - JESUS 砂塵航路（原作・七月鏡一、モバMAN 2009年 - 2012年、小学館）
- Dr.トゥモロウ（原作・七月鏡一、『週刊少年サンデー』1999年41-42号、小学館）
- バーチャファイター（原作・七月鏡一、小学館、1996年）
- コンデ・コマ（原作・鍋田吉郎、『週刊ヤングサンデー』1997年5･6合併号 - 2000年31号、小学館）
- 諸葛孔明伝（原作・瀬戸龍哉、小学館 、『小学六年生』1996年4月号 - 1997年3月号）
- 闇のイージス（原作・七月鏡一、『週刊ヤングサンデー』2000年48号 - 2006年34号、小学館）
  - 暁のイージス（原作・七月鏡一、『週刊ヤングサンデー』2007年42号 - 2008年35号 - 『YSスペシャル』Vol.1 2008年 - Vol.5 2009年、小学館）
- BUGS -捕食者たちの夏-（原作・七月鏡一、『週刊ヤングサンデー』2006年47号 - 2007年18号、小学館）
  - BUGS LAND（原作・七月鏡一、モバMAN、小学館、2012年 - 2015年）
- ファーストレディ（原作・宮崎克、『週刊漫画ゴラク』 不定期連載、日本文芸社、2012年 - 2013年）
- もののふ－山陰鳥取 知られざる歴史の物語－（原作・増田孝彦、リイド社、2014年） - 鳥取を舞台とした『コミック乱ツインズ』掲載読切を収録
- 葉隠物語（原作・安部龍太郎、コミック乱ツインズ、リイド社、2014年 - 2015年）
- リー・クアンユー物語：国家を創った男（原作・鍋田吉郎、小学館、2016年）
- ZEUS -INSTALLED-（原作・七月鏡一、モバMAN、小学館、2016年 - 2017年）
- コミック版 金栗四三物語 ～日本初のオリンピックマラソンランナー（原案協力・佐山和夫、脚本・鍋田吉郎、小学館、2018年）
- たびごはん ～みさと駅弁メモリーズ～（モバMAN、小学館、2018年）
- 冥府の剣 死神幻十郎(原作・黒崎裕一郎、『漫画 時代劇』Vol.1 2017年7月 - Vol.15 2019年1月、ガイドワークス)

## 参加作品

### 漫画
- ゴルゴ13（さいとう・たかを/さいとう・プロダクション）
  - 銃器職人・デイブ（同上） - スピンオフシリーズ第1作
  - Gの遺伝子 少女ファネット（同上） - スピンオフシリーズ第2作
- 鬼平犯科帳（同上）

以上、ふじわら・よしひで名義、作画の一員として参加している（2019年7月から）。メインキャラ以外の、各回限りのゲストやモブは藤原の画風が現れている。

### ゲーム
- LIVE A LIVE （1994年、スクウェア） 功夫編のキャラクターデザイン
- GURPS　マーシャル・アーツ（1993年）表紙、本文イラスト

## 師匠
- 池上遼一[1]
- 本宮ひろ志[1]